# ゾンビ自衛隊
『ゾンビ自衛隊』（ゾンビじえいたい）は、2005年4月25日に発売されたオリジナルビデオ作品である。

## ストーリー
ある日、富士の樹海にUFOが墜落する。その影響からか、富士の樹海周辺では奇怪な現象が続出する。そこで演習中の陸上自衛隊一個小隊が行方不明者の遺体捜索をしていたところ、突如死体がゾンビと化して襲ってくる。また、時を同じくしてヤクザが1人の人間を殺し、埋めようとしていると死体がゾンビと化して襲ってくる。さらにはグラビアアイドルも撮影をしていると突如ゾンビが現れ、スタッフの何人かは襲われてゾンビと化す。一個小隊、ヤクザ、グラビアアイドルらは町へ逃げ延びるが、そこでもゾンビが次々と出現して襲ってくる。

## キャスト
- 友里：渡瀬美遊
- ひとみ：みひろ
- 大矢剛功
- 山崎潤
- 佐伯俊
- 荒井兼二
- 長谷真行
- 鈴木信二
- 貴山侑哉
- 中野剛

## スタッフ
- 製作：GPミュージアム
- 監督：友松直之
- プロデューサー：西健二郎、寺西辰己
- 脚本：大河原ちさと
- 撮影：ふじもと光明